# Deutsche Tonstraße

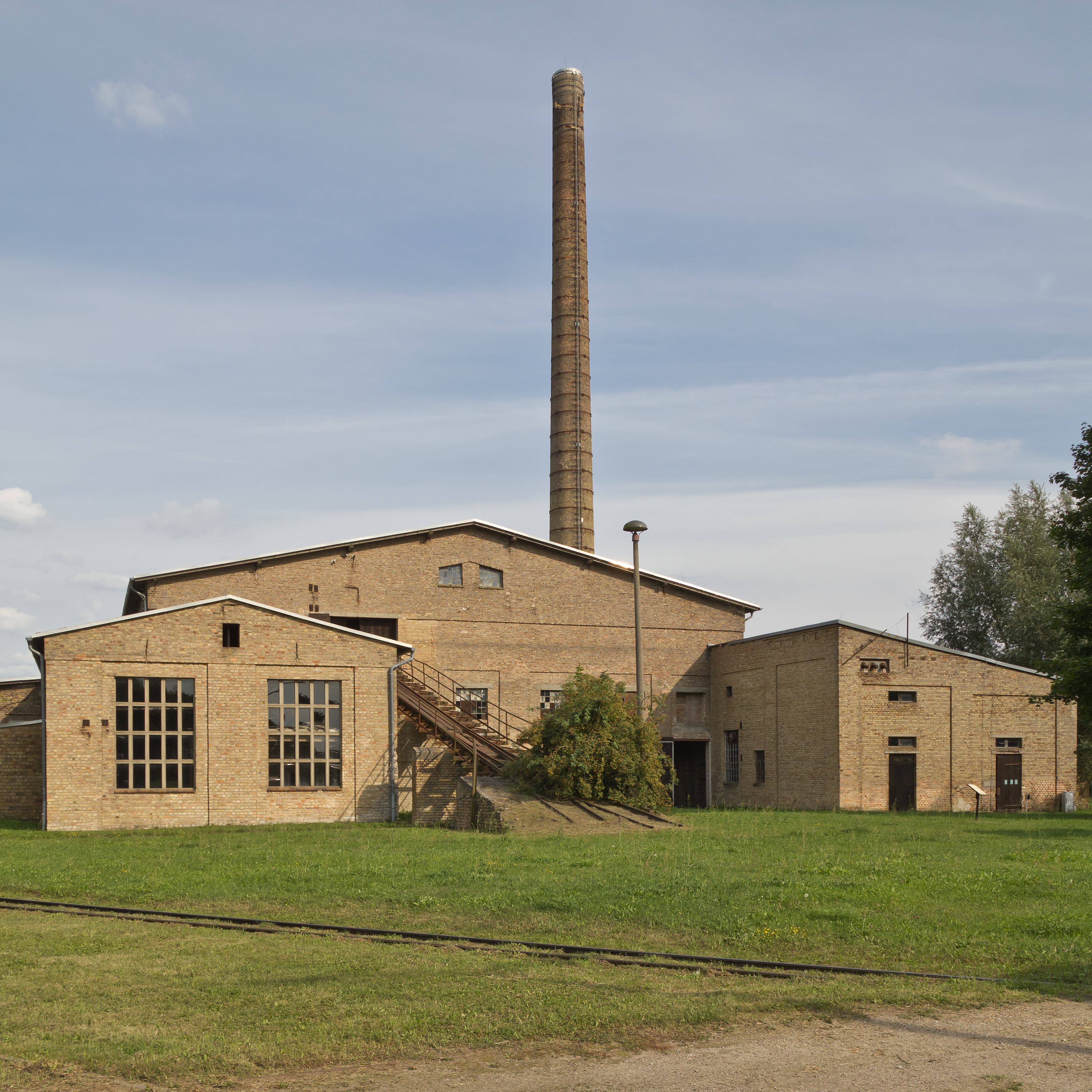
Ziegelei Stackebrandt im Ziegeleipark

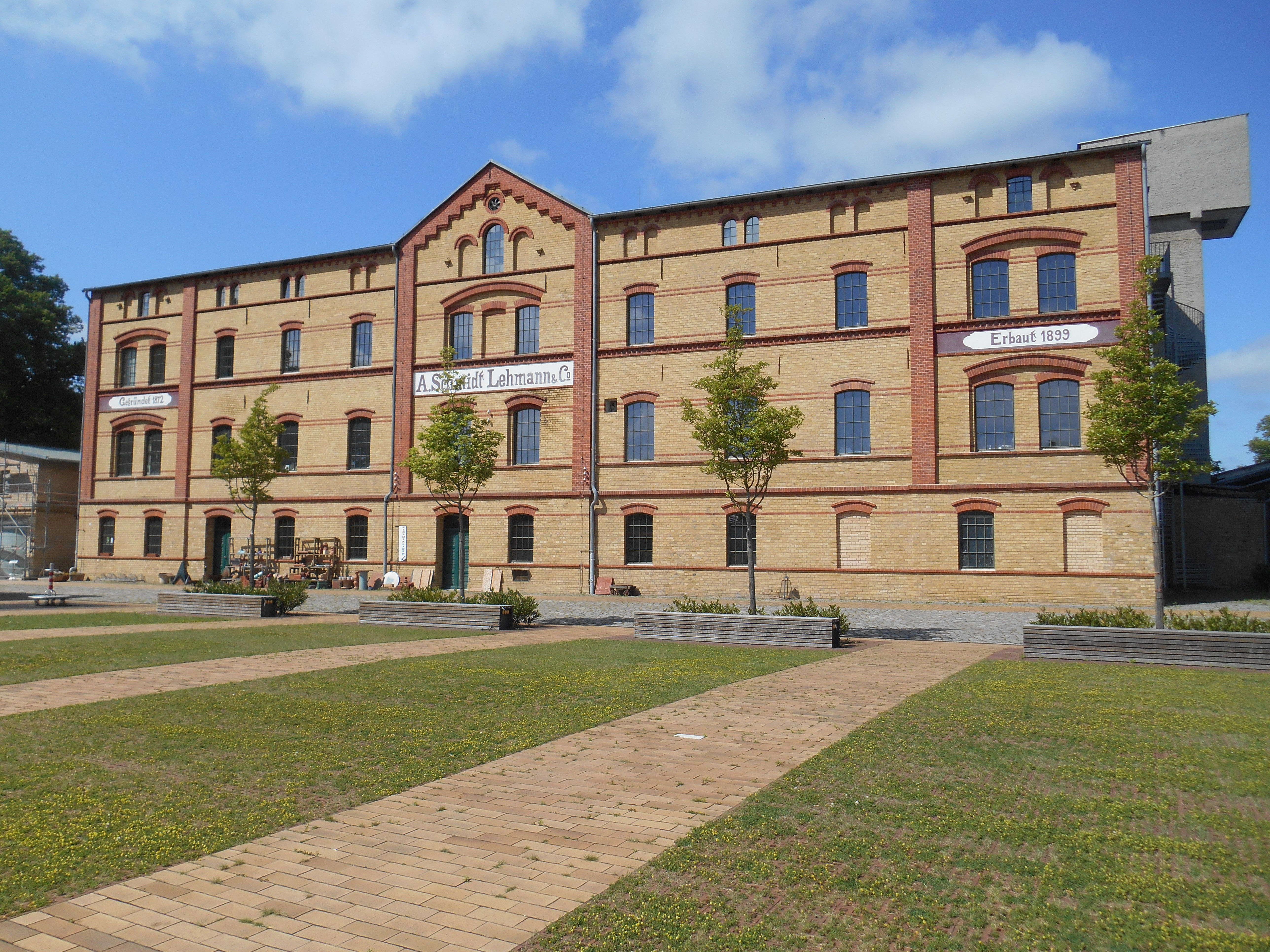
Das Ofen- und Keramikmuseum Velten

Die Deutsche Tonstraße ist eine Ferienstraße im Nordosten Deutschlands. Sie führt durch die Bundesländer Brandenburg und Berlin.

## Streckenführung
Die 215 Kilometer lange Strecke beginnt am Ofen- und Keramikmuseum in Velten im Landkreis Oberhavel nördlich von Berlin. Weitere Stationen der Route sind das ebenfalls im Landkreis Oberhavel gelegene Hohen Neuendorf, ein Stück durch Berlin-Reinickendorf hindurch, Glienicke/Nordbahn, Schildow, Zühlsdorf (Gemeinde Mühlenbecker Land), der Zehdenicker Ortsteil Mildenberg, Himmelpfort (Ortsteil von Fürstenberg/Havel). Rheinsberg im Landkreis Ostprignitz-Ruppin im Norden der Strecke ist ebenso Station der Deutschen Tonstraße wie die weiter südlich gelegenen Orte Kremmen mit seinem Ortsteil Staffelde und Marwitz (Teil der Gemeinde Oberkrämer), die wie der Ausgangspunkt Velten zum Landkreis Oberhavel gehören.
Landschaftlich gesehen ist die Strecke abwechslungsreich. Sie reicht von den Außenbezirken Berlins und dem sogenannten „Speckgürtel“ bis an den Rand der Mecklenburgischen Seenplatte. Dabei werden tiefe Wälder, weite Felder und zahlreiche Seen durchquert bzw. berührt. Die geschilderte Route zeigt, dass die Deutsche Tonstraße der Havel in ihrem Oberlauf folgt und sie mehrmals überquert.
Das Anliegen, dem Besucher die kulturellen und speziell auf den Ton und seine Produkte ausgerichteten Sehenswürdigkeiten näherzubringen, wird in einigen Museen wie dem Ofen- und Keramikmuseum Velten, dem Ziegeleipark Mildenberg, dem Heimatmuseum Himmelpfort und dem Keramikmuseum Rheinsberg verwirklicht, daneben bieten sich in Werkstätten und Ateliers Einblicke in die Verarbeitung von Ton. Auch die geschichtlichen Hintergründe der Region werden an vielen Punkten „erlebbar gemacht“, sei es ein Findlingsblock bei Zühlsdorf oder eine Fahrrad-Draisine in Himmelpfort.
So werden die geschichtlichen und die handwerklichen Aspekte verbunden und auch die geographisch-geologische Komponente der Landschaft wird präsentiert.
Die Märkische Eiszeitstraße liegt teilweise nur wenige Kilometer östlich der Deutschen Tonstraße, im Westen hat die Deutsche Tonstraße Anschluss an die Deutsche Alleenstraße und verläuft an mehreren Stellen einige Kilometer auf derselben Route.